# Konodon
Konodon (Conodon nobilis) – gatunek morskiej ryby okoniokształtnej z rodziny luszczowatych (Haemulidae).

## Rozmieszczenie i środowisko
Ryba morska, prowadząca przydenny tryb życia, bytująca na głębokości od 1 do 100 m, zwykle jednak na mniejszej niż 25 m, w przybrzeżnych i płytkich wodach o często piaszczystym i twardym dnie, rzadziej miękkim i mulistym. Występuje w środkowo-zachodnim Atlantyku, od wybrzeża Florydy i Teksasu, poprzez zachodnią Zatokę Meksykańską, Morze Karaibskie, włączając w to wody wokół Jamajki, Portoryko i Małych Antyli, po Brazylię; widziana także u wybrzeża Argentyny. Gatunek pospolity, na wysokości Wenezueli i Gujany liczny.

## Morfologia
Maksymalna długość – 33,6 cm; przeciętna – 25 cm. Maksymalna notowana masa – 588 g. Jedna płetwa grzbietowa z 12 (11 wg innych źródeł) promieniami twardymi i 13 (12) miękkimi; jedna płetwa odbytowa z 3 promieniami twardymi i 7 miękkimi; płetwa brzuszna z 1 promieniem twardym i 5 miękkimi. Ciało koloru żółtawego z 7–8 ciemnymi, poprzecznymi pasami. Dolny odcinek krawędzi przedpokrywy skrzelowej silnie ząbkowany.

## Odżywianie
Żywi się skorupiakami i małymi rybami, głównie nocą.

## Znaczenie gospodarcze i zagrożenia
Poławiana komercyjnie, przemysłowo włokami dennymi i niewodami dobrzeżnymi, zarówno jako gatunek docelowy, także jako przyłów. Przyłowy osobników młodocianych bardzo wysokie na łowiskach meksykańskich, brazylijskich i niektórych wenezuelskich łowiskach krewetkowych. Nie ma szczegółowych informacji na temat wielkości wyładunku w portach, mogą występować miejscowe spadki połowów, spowodowane spadkiem wielkości populacji, jednak bez wpływu na stan populacji globalnej. Obok masowych połowów jako potencjalne zagrożenie wymienia się degradację naturalnych siedlisk gatunku. Białe i chude mięso oceniane jest jako smaczne, spożywane zarówno świeże, jak i suszone. IUCN uznaje ją za gatunek najmniejszej troski (LC, Least Concern) od 2011. Trend populacji nieznany.